# Rebirth (альбом Pain)
Rebirth — второй студийный альбом шведской метал-группы Pain, выпущен в 1999 году на шведском лейбле Stockholm Records.
После холодного приёма первого альбома проекта Pain со стороны критики и слушателей, Петер Тэгтгрен взял паузу на пару лет, чтобы разобраться в себе и понять, чего же он хочет добиться от своего сайд-проекта. Nuclear Blast продлил контракт с основной на тот момент группой Тэгтгрена, Hypocrisy, но для Pain пришлось искать нового издателя. Петер рассылал демозаписи, но интереса они не вызывали. Наконец, шведский лейбл Stockholm Records приютил его детище на весьма выгодных условиях. Вторая попытка стала гораздо удачнее дебюта, альбом Rebirth оказался на голову выше Pain — и по замыслу, и по цельности материала, и по уровню исполнения. Издание альбома сопровождалось выпуском двух синглов: End of the Line (стал «золотым») и On and On.

С тех пор, как я записал Rebirth я выяснил для себя, что death- и black-metal альбомы становятся лучше с производственной точки зрения. Можно рассматривать негативно то, чем я занимаюсь в рамках Pain, если музыка не нравится. Но есть и хорошая сторона: альбомы Old Man's Child, Destruction и другие, которые я продюсировал после этого звучат гораздо лучше. С другой стороны, мне плевать, что другие по этому поводу думают.

Изрядный успех Rebirth потребовал от Тэгтгрена начала концертной деятельности со своим «моно-проектом», и Pain стал приносить ему ощутимую прибыль.

## Список композиций
1. «Supersonic Bitch» — 3:44
2. «End of the Line» — 4:03
3. «Breathing In Breathing Out» — 3:35
4. «Delusions» — 4:03
5. «Suicide Machine» — 4:16
6. «Parallel to Ecstasy» — 3:58
7. «On and On» — 3:55
8. «12:42» — 1:52
9. «Crashed» — 4:01
10. «Dark Fields of Pain» — 5:00
11. «She Whipped» — 4:49